# Guy-Crescent Fagon
Guy-Crescent Fagon (Parigi, 11 maggio 1638 – Parigi, 11 marzo 1718) è stato un medico e botanico francese.

## Biografia
Era figlio di Henri Fagon, commissario di guerra, e di Louise de la Brosse, nipote di Guy de La Brosse (1586-1641), fondatore del Jardin du roi e padrino del bimbo. Se il suo primo nome è quello del suo padrino, si ignora l'origine di Crescent.
Rimasto orfano di padre molto presto, fece studi brillanti e ottenne il titolo di dottore in medicina il 9 dicembre 1664. Esercitò dal 1666 al 1667 all'Hôtel-Dieu. Apprese i primi elementi di botanica da Pierre Magnol (1638-1715), botanico a Montpellier.
Antoine Vallot (1595 o 1596-1671) gli affidò la raccolta delle piante in Francia. Contribuì all'abbellimento e all'arricchimento del Jardin des Plantes effettuando escursioni botaniche in Alvernia, in Provenza, nelle Alpi e nei Pirenei. Collaborò al primo catalogo del giardino, Hortus regius, che Denis Joncquet (?-1671) fece pubblicare nel 1665. Questa opera, scritta in gran parte da Fagon, contiene la descrizione di circa 4 000 specie di piante.
La morte di Joncquet gli permise di ottenere un posto di vice dimostratore e l'anno seguente, di dimostratore delle piante medicinali nel Jardin du Roi.
Eccelse nell'arte medica ed esercitò senza chiedere alcun pagamento. Fu il medico della Delfina nel 1668 e venne nominato primo medico del re Luigi XIV nel 1693 dopo il licenziamento di Antoine d'Aquin (1620-1696) caduto in disgrazia. Fu il primo a mettere in dubbio gli effetti benefici del tabacco sulla salute. Fu direttore del giardino botanico, a vocazione medica, del re.
Su sua domanda, Luigi XIV autorizzò le esplorazioni scientifiche di Charles Plumier in America, di Louis Éconches Feuillée in Perù, di Joseph Pitton de Tournefort in Asia, e fu il protettore di quest'ultimo.
Fu uno dei primi a riconoscere l'efficacia delle acque di Barèges e della china (redasse una memoria sulle Qualità della china nel 1703). Fu assertore della teoria sulla circolazione del sangue opponendosi così alla facoltà di medicina della Sorbona.
Nel 1699, divenne membro dell'Accademia delle scienze.